# Баризело (Маса-Карара)
Баризело је насеље у Италији у округу Маса-Карара, региону Тоскана.
Према процени из 2011. у насељу је живело 50 становника. Насеље се налази на надморској висини од 122 м.